# Negazione (linguistica)
Il procedimento linguistico della negazione serve a sostenere la falsità di un elemento del discorso o un intero enunciato tramite un elemento come un avverbio o locuzione. Il fatto di negare implica quindi l'espressione della non esistenza di qualcosa o il non persistere di un evento o di una situazione. La negazione si oppone all'affermazione all'interno della categoria grammaticale talvolta chiamata polarità.
La negazione è un fenomeno che pertiene solo al codice di comunicazione umana naturale ed ai formalismi logico-matematici. Recenti studi hanno messo in relazione la negazione con l'attività neuronale dell'encefalo.

## La portata della negazione
Senza dubbio, la negazione può coinvolgere tutto l'enunciato. Di importanza cruciale è però il problema dell'oggetto preciso della negazione, che non deve necessariamente corrispondere alla frase intera. Ad esempio, un'asserzione come:
Io non ho preparato la pasta al forno per te.
è passibile di diverse interpretazioni:
1. Non sono stato io a preparare la pasta al forno per te.
2. La pasta al forno per te non è stata preparata.
3. Per te non ho preparato la pasta al forno, ma qualcos'altro.
4. Non è per te che ho preparato la pasta al forno.

In questi casi, l'oggetto della negazione abbraccia spesso solo un ambito ristretto dell'enunciato, chiamato appunto portata (in inglese scope).

## Doppia negazione
Considerando l'aspetto logico della negazione, possiamo indicare con A un'affermazione la cui negazione è ¬A (non-A). Secondo la logica classica la negazione di non-A (¬¬A) equivale ad A. Da questo principio deriva peraltro la locuzione latina duplex negatio affirmat. Il principio ha valore nelle lingue dell'informatica. Nelle diverse lingue naturali, invece, la doppia negazione può avere talvolta un valore negativo, qualche altra positivo, problema questo legato anche alla portata della negazione (scope). Fondamentale resta inoltre il fatto che anche nel secondo caso, quello di un valore positivo, la negazione della negazione non coincide con l'affermazione corrispondente. Noteremo ad esempio che gli enunciati:
- Ho voglia di venire
- Non è che io non abbia voglia di venire

non sono identici tra di loro e per questo non possono essere scambiati in qualsiasi contesto.

## Negazione preverbale e negazione postverbale
Quando l'oggetto della negazione è un verbo, si distingue in genere a seconda della posizione dell'operatore della negazione all'interno della frase. Per l'italiano, si tratta dell'avverbio non, il quale viene anteposto al verbo:
- Non sono d'accordo.

Altri idiomi prevedono invece che la negazione venga posposta al verbo. Si parlerà in questi casi di negazione preverbale e negazione postverbale. La negazione postverbale è molto usata nei dialetti del Nord Italia:
- Son miga d'acord!

Di seguito si presentano alcuni tipi di negazione preverbale e postverbale.

### Inglese
La negazione si forma in inglese usando il verbo ausiliare do, accompagnato dalla particella negativa not. Ad esempio, per to go ('andare') avremo:
- I do not go ('non vado').

dove do not può essere contratto in don't. Dato che not è posposto all'ausiliare, si parla piuttosto di negazione postverbale.
L'ausiliare do si usa per la negazione di tutti i verbi, eccetto to be ('essere'); il suo uso è inoltre facoltativo per to have ('avere') e per alcune forme fissate dall'uso nel caso di verbi modali, come per esempio she needn't go ('lei non ha bisogno di andare'). Not viene quindi a trovarsi in posizione intermedia tra l'ausiliare coniugato do e l'infinito del verbo cui è legata la negazione.
Tuttavia, le cose non sono sempre state così. Ai tempi del medio inglese la negazione poteva essere combinata a qualsiasi verbo; quella che veniva a formarsi era chiaramente una struttura di negazione postverbale:
- I see not the walrus ('non vedo il tricheco').

Un tempo era anche diffuso l'uso della doppia negazione come rafforzativo:
- We don't have no walruses here ('non abbiamo nessun tricheco qui').

Oggi, l'uso della doppia negazione verbale viene di solito evitato per evitare equivoci. Al posto di no, che corrisponde all'incirca all'italiano nessuno si preferisce any, il quale ha valore neutrale:
- We don't have any walruses here ('non abbiamo alcun tricheco qui').

Nella lingua di tutti i giorni, è facile che la combinazione tra l'ausiliare do e la negazione not perda le sue caratteristiche originali, e che il verbo do non venga più coniugato. Avremo quindi:
- She don't know ('lei non sa');

al posto del corretto:
- She doesn't know.

La prima forma, usata per trascuratezza o scelta deliberatamente per dare un tono particolare all'enunciato, è apprezzata in casi particolari anche da persone colte (es. licenze poetiche). In questo caso, è possibile dire che la combinazione don't si avvicina al non italiano per formare una sorta di negazione preverbale (Sturm, vedi bibliografia).

### Tedesco
La negazione nicht, che corrisponde in tedesco all'italiano non, viene posposta al verbo:
- Ich bin nicht einverstanden ('io non sono d'accordo').

Bin è la forma verbale del verbo sein ('essere'), mentre nicht è la negazione: dato che il verbo precede la negazione, l'ordine è inverso rispetto a quello valido in italiano.
Lo stesso discorso riguarda altre forme di negazione. Ad esempio, in tedesco esiste la combinazione tra negazione e articolo indeterminativo. L'indeterminativo femminile eine, ad esempio, dispone di un corrispondente negativo: keine. Questo viene posposto:
- Ich habe keine Ehefrau ('io non ho moglie').

Il tedesco keine può essere reso in italiano con non o con l'aggettivo nessuno/nessuna.
Oltre a ja e nein ('sì' e 'no'), il tedesco prevede l'esistenza dell'avverbio doch, che si usa per rispondere affermativamente ad una domanda negativa:
- Schreibt Marina nicht? – Doch! ('Maria non scrive?' – 'Sì, scrive!').

### Francese
Nella lingua francese, la negazione verbale si ottiene con un circonfisso: questo significa che il verbo viene contemporaneamente preceduto e seguito da due elementi di negazione, ne e pas. Risulta dunque difficile parlare di una negazione puramente preverbale o postverbale.
- Je ne mange pas ('io non mangio').

Si tratta dunque di una negazione discontinua, che segue la stessa struttura delle negazioni doppie come si ritrovano in italiano e genera valore negativo:
- Je ne mange jamais ('non mangio mai').
- Je ne mange rien ('non mangio niente').

Nella lingua parlata, tuttavia, si assiste alla graduale affermazione della negazione postverbale, con caduta del ne e con uso del pas dopo il verbo. È infatti pas l'elemento principale della negazione, che viene semplicemente introdotta e preparata dal ne, la cui caduta è un fenomeno particolarmente vistoso in alcune frasi usate nella lingua di tutti i giorni (i cosiddetti groupes figés, cioè 'gruppi fissi'):
- T'as pas ('tu non hai').
- Il y a pas ('non c'è'/'non ci sono').
- C'est pas ('non è').
- Je sais pas ('Non so').

Le strutture diventano quindi prettamente postverbali. Si tratta comunque di forme non ammesse nei registri più formali (il registre soutenu), come il parlato più curato o lo scritto.
La caduta di ne si osserva anche in concomitanza di altri termini di negazione (jamais, rien):
- Je mange jamais ('non mangio mai').
- Je mange rien ('non mangio niente').

L'omissione del pas è invece rarissima. Si tratta di una sorta di latinismo, sopravvissuto in concomitanza con l'uso di alcuni verbi come oser:
- Je n'ose me présenter ('io non oso presentarmi');

oppure nella negazione fraseologica:
- Avant qu'ils (ne) viennent ('prima che vengano').

### Italiano
La lingua italiana ha ereditato la struttura preverbale latina, per cui il non precede il verbo:
- Ego non sum dignus ('io non sono degno').
- Non sono d'accordo.

Non corrisponde alle regole del latino il principio secondo il quale la doppia negazione costituisce affermazione (duplex negatio affirmat): la doppia negazione non... mai ha infatti valore negativo, fenomeno che si verifica con numerosi altri avverbi o aggettivi di negazione:
- Non partiamo mai.
- Non vedono nulla.
- Non vedo nessuno.
- Non ha nessuna voglia.
- Non andiamo da nessuna parte.
- Non è né carne né pesce.
- Non è mica vero.
- Non ho punto fame.

L'avverbio mica, utilizzato per contraddire con grande enfasi qualcosa che altri potrebbero aver detto o pensato (presupposizione), può avere anche valore dubitativo ed è utilizzato solo nell'italiano parlato. Punto è invece un rafforzativo il cui uso è ormai raro, fatto salvo in alcune regioni (essenzialmente in Toscana).
La logica della doppia negazione potrebbe essere spiegata considerando niente, nessuno e simili come elementi situati al di fuori della portata della negazione introdotta da non. Dato che essi non vengono negati, il loro ruolo nell'enunciato continua a contribuire ad un valore negativo.
Va inoltre ricordato che diverse di queste negazioni hanno anche valore positivo o perlomeno neutrale:
- Hai visto nessuno?
- Mica Marina sarà partita?
- Hai mai visitato la Francia?

La negazione con operatori come nessuno, nulla, mai oppure mica può essere anche preverbale; in questo caso, si rinuncerà al procedimento della doppia negazione:
- Da nessun'altra parte troveresti delle mele tanto dolci.
- Nessuno mi viene a trovare.
- Nulla potrà separarci.

Si rinuncia al meccanismo della doppia negazione anche in alcune locuzioni fisse (questo è niente) e in alcuni casi negli italiani regionali del nord.
Per quanto riguarda gli operatori no e sì, il loro status in linguistica è oggetto di analisi contrastanti tra di loro. Possono essere utilizzati come avverbi, ma anche come aggettivi, sostantivi o pronomi.

## La negazione della quantità minima
A partire dal latino, la struttura della negazione nelle lingue romanze ha subito trasformazioni anche radicali. Di interesse per questi sviluppi storici è il fatto che diverse parole oggi negative come mica, punto, nessuno oppure i francesi rien, point e pas hanno in comune il fatto di indicare una quantità minima, anche se da aree semantiche specifiche originariamente diverse:
- Mica ed il francese mie, caduto in disuso, derivano per esempio dal latino volgare *MĪCA(M) (briciola), da espressioni del tipo non mangio una sola briciola.
- Punto (dal latino PŬNCTU(M)) è un semplice rafforzativo di uso oramai assai limitato ed indica anch'esso una quantità minima.
- Nessuno è la negazione di uno (dal latino volgare *NĒ-ĬPS(E)-ŪNU(M) 'nemmeno uno solo').
- Il francese rien deriva dal latino RĔM 'cosa', da espressioni del tipo non vedo una sola cosa.
- Il francese pas deriva dal latino PASSU(S) 'passo', da espressioni del tipo non muovo un solo passo (vedi più avanti).

Diverse di queste parole avevano in origine un significato positivo, ma hanno trovato un impiego specializzato nella negazione accompagnata dal francese ne oppure dall'italiano non. 
Il procedimento retorico che ha generato questo meccanismo è semplice. Si trattava, in origine, di prendere in considerazione la minima quantità possibile e di negarla allo scopo di negare il tutto, come si fa anche oggi nel linguaggio quotidiano:
- Mio figlio non farebbe male ad una mosca (figuriamoci se è possibile che abbia picchiato qualcuno).
- Carla non alza un dito per aiutarti (non aspettarti che ti aiuti per le pulizie di primavera).
- Non ho un soldo bucato/il becco di un quattrino (quindi è logico che non posso comprare questa automobile).

Similmente: non c'è ombra di dubbio; non ne ho la più pallida idea; "neanche per sogno"; non voglio sentire volare una mosca.
Anche nelle lingue germaniche è accaduto qualcosa di simile. Le negazioni inglese not, tedesco nicht, nederlandese niet derivano in ultima analisi da un'espressione del tipo ne/no wiht che letteralmente significava 'non una sola entità'. La loro funzione era quella di rinforzare la negazione.
Tanto in italiano quanto in francese, comunque, espressioni come mica hanno ormai un significato negativo anche se occorrono da sole. È proprio in questo modo che la negazione francese con ne e pas si è generata intorno al XIII secolo: pas corrispondeva in origine all'italiano passo e indicava la quantità minima di distanza (si è stabilita a partire da enunciati del tipo non faccio un solo passo).

## Diversi tipi di negazione
Non sempre la negazione viene espressa mediante un elemento unico. Spesso all'interno di una stessa lingua vi sono negazioni diverse a seconda del tipo di frase che viene negata. Per esempio, possono esservi negazioni diverse per le frasi assertive (dichiarative) e quelle ingiuntive (vetitive), oppure per le frasi verbali e quelle nominali.
Ad esempio, in greco antico, la negazione delle frasi assertive era οὐ, οὐκ, mentre per vietare si usava μή. Analoga distinzione era presente nelle lingue semitiche, ad esempio accadico lā (dichiarative) vs. ai (vetitive), ebraico lô vs. 'al. Una netta differenziazione tra negazione di frasi nominali e negazione di frasi verbali si ha di norma in berbero. Ad esempio cabilo wer, ur + verbo [+ negazione posposta ara], rispetto a mačči (d) + nome, aggettivo, frase nominale ("non è...") o ulac negazione di esistenza ("non c'è...").
Un esempio di lingua con un complesso sistema di particelle negative è l'arabo classico, dove si ha:
- mā nelle frasi nominali e in quelle verbali col verbo al perfetto;
- lā nelle frasi verbali col verbo all'imperfetto;
- lam con la forma "apocopata" del verbo (valore di perfetto);
- lan col verbo al "congiuntivo" (valore di futuro);
- 'in (e 'illā) negazione spesso "eccettiva";
- ghayr, laysa negazioni nominali.

## Altri mezzi per esprimere la negazione
In diverse lingue del mondo la negazione non viene solo espressa mediante particolari particelle, ma può esserlo anche mediante l'uso di particolari forme "negative" del verbo. Un fenomeno del genere è regolare in berbero, dove accanto al "perfetto" esiste di regola anche un "perfetto negativo" di uso (quasi) esclusivo per la negazione (meno diffuso nei parlari odierni, ma un tempo presente ovunque era anche un "imperfettivo negativo"). Va detto che normalmente il verbo negativo, benché indispensabile per la grammaticalità della frase, non è l'unico indice della negazione, ed è solitamente accompagnato da una particella negativa. Esistono però alcuni casi in cui la forma negativa è sufficiente a distinguere la frase negativa da quella positiva. Per esempio, cabilo mazal yeṭṭes "dorme ancora" vs. mazal yeṭṭis (perfetto negativo) "non dorme ancora".

## Negazione espletiva
La negazione "espletiva" (detta anche "fraseologica" o "pleonastica") è la comparsa facoltativa di un elemento con valore di negazione che non cambia il significato della frase.